# Focalisatie
Focalisatie is een theoretisch principe uit de narratologie en slaat in de eerste plaats op het standpunt van waaruit verteld wordt. Het begrip focalisatie is ontleend aan de fotografie en de film. Grote bekendheid kreeg het principe door het werk van Gérard Genette. Zijn theorie werd vervolgens verder uitgewerkt door onder meer Mieke Bal en Shlomith Rimmon-Kenan.
Focalisatie behelst in een verhaal de relatie tussen de gepresenteerde elementen en de visie van waaruit deze worden gepresenteerd. Eenvoudig gezegd komt het erop neer dat focalisatie het onderscheid maakt tussen wie ziet en wie zegt. In de verteltheorie werd voorheen alleen over dit onderwerp gepraat in termen van "perspectief" of "point of view". Bij deze termen werd er echter geen onderscheid gemaakt tussen de visie van waaruit de elementen worden gepresenteerd en de identiteit van de instantie die de visie onder woorden brengt. Een duidelijk onderscheid dat er daarom bij het begrip focalisatie wel is, is het onderscheid tussen verteller en focalisator.

## Focalisator en gefocaliseerd object
Om beide kanten van het principe van focalisatie weer te geven zijn er de begrippen focalisator en gefocaliseerd object. De focalisator is hierbij het punt van waaruit waargenomen is, het gefocaliseerde object hetgeen dat waargenomen is.

## Nulfocalisatie, interne en externe focalisatie
Een alwetend verteller die alles overschouwt zonder dat de lezer 'in het hoofd' van een personage kruipt en de gebeurtenissen van daaruit bekijkt, komt overeen met nulfocalisatie of zerofocalisatie. Deze verteltechniek wordt aangetroffen in traditionele verhalen.
Voor de toepassing van het begrip focalisatie is het begrip verder ingedeeld in interne focalisatie en externe focalisatie. Interne focalisatie heeft betrekking op een focalisator die voorkomt in het verhaalde, externe focalisatie heeft betrekking op een focalisator die afwezig is in het verhaalde. Bij interne focalisatie worden veel waarnemingswerkwoorden zoals "zien" gebruikt en weten de personages in het verhaal niet meer dan de lezer, die uitsluitend de zintuiglijke waarnemingen van de personages meekrijgt. Bij externe focalisatie ziet de lezer alles van buitenaf en weten de personages in het verhaal wel meer dan de lezer. Deze laatste techniek wordt vooral veel gebruikt in de literatuur van de 20e eeuw; zo is in Of Mice and Men van John Steinbeck bijvoorbeeld uitsluitend sprake van externe focalisatie.

## Within/Without
Naast interne of externe focalisatie is er eveneens nog focalisatie from within en focalisatie from without. Waar dit mee te maken heeft is of de focalisator het binnenste van het gefocaliseerde object kan waarnemen. Wanneer dit het geval is spreekt men van focalization from within, wanneer dit niet het geval is spreekt men van focalization from without.

## Toepassing van focalisatie
Elke tekst heeft een woordvoerder, die een bepaalde visie op wat er gebeurt verwoordt. Een verteller kan de focalisatie toeschrijven aan een personage zonder dat de lezer zich daar meteen bewust van is. Op die manier wordt de geschiedenis 'gekleurd' weergegeven, omdat de lezer alles op de manier van het personage ervaart. Zodoende wordt het standpunt van de verteller zelf vermengd met dat van een van de personages, zoals met name het geval is in een bewustzijnsroman. Het spreekt vanzelf dat de figuur uit het verhaal bij wie de focalisatie berust, een bevoordeeld personage is dat meer belang krijgt in het verhaal. Zelfs als het gaat om een externe verteller, die als overkoepelende focalisator functioneert, kan diens visie genuanceerd worden door zogenaamde ingebedde focalisatie, als de waarnemingen van een bepaalde figuur beschreven worden. Dit wordt in de tekst gesignaleerd door werkwoorden als 'zien', 'denken', 'herinneren', vrezen' en dies meer. Zo is in Couperus' Eline Vere een externe verteller aan het woord, die in het volgende fragment de focalisatie bij de hoofdfiguur legt:
"Enigszins dromerig en romantisch van natuur dacht zij zich soms, in lome buien, met zekere wellust, haar kinderjaren terug" [...]— Eline Vere, hoofdstuk 3
Het wisselen van focalisatie is een middel waarmee invloed wordt uitgeoefend op de lezer, door hem, vaak subtiel, geen 'neutrale' maar subjectieve beschrijving te geven van wat er gebeurt. Soms verspringt de focalisatie zelfs in één zin, bijvoorbeeld wanneer een verteller terugblikt op wat er vroeger gebeurde en de focalisatie wisselt van zijn jongere ik naar zijn oudere ik. De Belgische schrijfster Amélie Nothomb maakt daar bijvoorbeeld veelvuldig gebruik van in Métaphysique des tubes en Le Sabotage amoureux, waarin ze de vertelling van haar jongere zelf afwisselt met beschouwingen van haar oudere, reflecterende zelf.